# Фарина, Сальваторе
 Сальваторе Фарина  (итал. Salvatore Farina; 10 января 1846, Сорзо — 15 декабря 1918, Милан) — итальянский романист и новеллист, пользовавшийся большой популярностью в конце XIX и начала XX веков.

## Биография
Уроженец Турина, житель Милана, Фарина принадлежал к обеспеченным слоям мелкобуржуазной интеллигенции. Талантливый рассказчик, снискавший славу «итальянского Диккенса» за теплый юмор и общегуманистическую настроенность, он ограничивал свой реализм смягчающим острые углы благодушным описанием людей и быта, тематику — кругом семейных дел и любовных историй.
Многочисленные книги Фарины (около 60 названий) лишены той социальной значимости, которая свойственна произведениям Амичиса и Верга. Занимательная фабула, простой и лёгкий тон, счастливая поучительная развязка удовлетворяли вкусам широких мещанских кругов. Он переводился на важнейшие европейские языки, особенно полно на немецкий. Были и русские переводы.